# Láska bolí
Láska bolí je dvacátá epizoda z první řady seriálu Dr. House. Poprvé byla vysílána na TV Fox 10. května 2005.

## Děj
Epizoda začíná na vyšetřovně, kde House společně s Wilsonem a pacientem, kterého House vyšetřuje, řeší, proč se Cameronová vrátí. Následně na chodbě polije House pacient, který přijde na pohotovost se skřípáním zubů. House se na něj rozčílí a pacient, který se jmenuje Harvey uteče. House se mu jde omluvit, ale Harvey dostává mrtvici. Postupem děje se zjišťuje, že Harvey se rád nechává škrtit, což mu plní jeho přítelkyně domina. Když ji přistihnou, jak jej škrtí v nemocnic, vykážou ji z nemocnice a Harvey, který by měl jít na operaci to psychicky nevydrží. Upadne do kómatu a nelze jej operovat bez souhlasu příbuzných. Tým zjistí, že jeho rodiče nezemřeli, jak jim Harvey řekl, ale že žijí. Nechtějí ale syna vidět, protože se jej zřekli a tak House vymyslí lest, když jim řekne, že jejich syn zemřel, a že potřebují, aby identifikovali tělo. Po operaci se zjistí, že Harvey neměl aneurysma, jak zněla předpokládaná diagnóza. Díky pacientce z ambulance si uvědomí, že Chase neustále jí nějaké pastilky. Ten mu pak řekne, že je vzal z Harveyho bytu a Housovi dojde, že má Harvey zánět čelisti. S tou měl Harvey problémy již dříve a byl i operován, ale čelist nikdy nesrostla a vytvořil se tak zánět.

## Diagnózy
- špatné diagnózy: bakteriální endokarditida, aneurysma způsobené traumatem
- správná diagnóza: osteomyelitida dolní čelisti